# Juan Manuel Gil
Juan Manuel Gil (Almería, 5 de junio de 1979) es escritor y profesor español.

## Biografía
Juan Manuel Gil nació en Almería, en 1979.
Licenciado en Filología Hispánica por la Universidad de Almería, es profesor en el IES Cruz de Caravaca de Almería.
Formó parte de la primera promoción de residentes de la Fundación Antonio Gala de Córdoba, en el curso 2002-2003.
Con su primer libro, Guía inútil de un naufragio (2004), obtuvo el Premio Andalucía Joven de Poesía. Desde entonces se ha centrado en la novela: Inopia (2008), Las islas vertebradas (2017), Un hombre bajo el agua (2019) y Trigo limpio (2021, Premio Biblioteca Breve). Es autor, además, de dos volúmenes de difícil clasificación: Mi padre y yo. Un western (2012), que le valió el Premio Argaria, e Hipstamatic 100, una recopilación de textos en los que mezcló vida y actualidad.
En sus novelas mezcla verdad y ficción, haciendo también uso del sentido del humor.

## Reconocimientos
Obtuvo el Premio Andalucía Joven de Poesía con su libro Guía inútil de un naufragio (2004).
En 2012 recibió el Premio Argaria con la obra Mi padre y yo. Un western (2012).
En febrero de 2021 ganó el Premio Biblioteca Breve de novela, galardón convocado por la editorial Seix Barral, por su novela Trigo limpio.

## Obra

### Poesía
- 'Guía inútil de un naufragio' (2004)

### Novela
- 'Inopia' (2008), 'Las islas vertebradas' (2017).
- 'Un hombre bajo el agua' (2019).
- "Trigo limpio" (2021).
- "La flor del rayo" (Seix Barral, 2023).

### Inclasificables
- 'Mi padre y yo. Un western' (2012)
- 'Hisptamatic' (2014)